# 11e congresdistrict van Californië

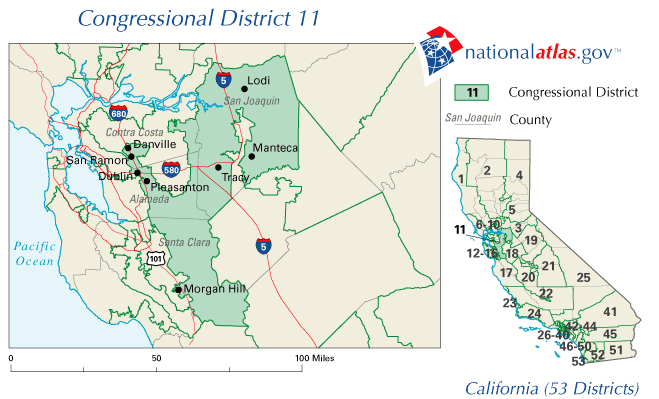
Kaart van het 11e congresdistrict van Californië

Het 11e congresdistrict van Californië, vaak afgekort als CA-11, is een kiesdistrict voor het Amerikaanse Huis van Afgevaardigden. Het omvat momenteel delen van de county's San Joaquin, Alameda, Contra Costa en Santa Clara. Voor 2003 bestond het uit delen van San Joaquin en Sacramento County. Het huidige district is voor 90% stedelijk.
Het elfde district is een swing district, dat frequent tussen Democraten en Republikeinen wisselt. Sinds 2007 wordt het door de Democraat Jerry McNerney vertegenwoordigd in het Huis van Afgevaardigden. In de recentste verkiezingen, die van 2010, behaalde McNerney een nipte overwinning op zijn Republikeinse rivaal: 47,97% tegen 46,86%. Tot januari 2007 was de Republikein Richard Pombo afgevaardigde.
Ook in de verkiezingen voor de gouverneur, de senatoren en de president is het elfde district een swing district. In de presidentsverkiezingen van 2004 won George W. Bush met 53,9%, maar in 2008 won Barack Obama met 53,8%. In de gouverneursverkiezingen van 2010 won Meg Whitman, die het uiteindelijk van Democraat Jerry Brown moest afleggen, het elfde district.